# Potiskum
Potiskum – miasto w północnej Nigerii, w stanie Yobe. Według danych szacunkowych na rok 2009 liczy 170 042 mieszkańców.